# Sim Jae-won
Sim Jae-won (ur. 11 marca 1977 w Daejeon) – południowokoreański piłkarz występujący na pozycji obrońcy. Zawodnik klubu Gangneung City.

## Kariera klubowa
Sim karierę rozpoczynał w zespole z uczelni Yonsei University, gdzie grał w latach 1996-1999. W 2000 roku trafił do drużyny Busan I'Cons (K-League), gdzie spędził rok. W 2001 roku przeszedł do niemieckiego Eintrachtu Frankfurt z 2. Bundesligi. Zadebiutował tam 6 sierpnia 2001 roku w zremisowanym 0:0 pojedynku z Waldhofem Mannheim. Przez rok w barwach Eintrachtu Sim rozegrał 19 spotkań.
W 2002 roku wrócił do Busan I'Cons. Spędził tam dwa sezony. W latach 2004–2005 grał dla drużyny południowokoreańskiej armii, Sangju Sangmu Phoenix (-League). W 2006 roku powrócił do Busan I'Cons, noszącego teraz nazwę Busan I'Park. Tym razem występował tam przez 3 sezony.
W 2009 roku odszedł do chińskiego Changsha Ginde (Chinese Super League). Po roku spędzonym w tym klubie, wrócił do Korei Południowej, gdzie został graczem klubu Gangneung City z Korea National League.

## Kariera reprezentacyjna
W reprezentacji Korei Południowej Sim zadebiutował w 1998 roku. 5 kwietnia 2000 roku w wygranym 9:0 meczu eliminacji Pucharu Azji z Laosem strzelił pierwszego gola w zespole narodowym. W tym samym roku znalazł się w kadrze na Letnie Igrzyska Olimpijskie, z których Korea Południowa odpadła po fazie grupowej.
W 2000 roku Sim wziął również udział w Pucharze Azji, zakończonym przez Koreańczyków na 3. miejscu. W latach 1998–2002 w drużynie narodowej rozegrał w sumie 19 spotkań i zdobył 2 bramki.